# Con mi sentimiento
Con mi sentimiento è il settimo album in studio della cantante e attrice messicana Lucero, pubblicato nel 1990.

## Tracce
1. Mi Fantasía – 3:20
2. Te Esperaré – 2:55
3. Yo Te Necesito – 2:54
4. Tu Cárcel – 3:14
5. Fíjate... Fíjate... – 2:57
6. Cómo Dejar de Amarte – 3:25
7. Te Tuve y Te Perdí – 2:25
8. Triste Imaginar – 3:22
9. Presiento Que Voy a Llorar – 2:42
10. Necesito de Un Compañero – 3:24